# مدیریت دیابت
مدیریت دیابت (انگلیسی: Diabetes management) به مجموعه فعالیت‌ها و مداخلاتی گفته می‌شود که در افراد مبتلا به دیابت و با هدف بازگرداندن سوخت‌وساز کربوهیدرات به شرایط طبیعی انجام می‌شوند.
برای رسیدن به این هدف، افرادی که دچار نقص در تولید انسولین هستند می‌بایست تحت درمان با انسولین تزریقی (از طریق تزریق دستی یا پمپ انسولین) قرار می‌گیرند؛ در مقابل، افرادی که دچار مقاوت به انسولین هستند، تحت مداخلات تغذیه ای و درمانی با هدف بهبود شرایط سوخت و ساز (به انگلیسی: Metabolism) قرار می‌گیرند.
از دیگر اهداف مدیریت دیابت، می‌توان به پیشگیری از عوارض دیابت و درمان عوارض ایجاد شده در بیماران دیابتی اشاره کرد.